# Assares e Lodões
Assares e Lodões (oficialmente: União das Freguesias de Assares e Lodões)  é uma freguesia portuguesa do município de Vila Flor, com 14,26 km² de área e 214 habitantes (censo de 2021). A sua densidade populacional é 15 hab./km².

## História
Foi criada aquando da reorganização administrativa de 2012/2013, resultando da agregação das antigas freguesias de Assares e Lodões.

## Demografia
A população registada nos censos foi:
| Distribuição da População por Grupos Etários | Distribuição da População por Grupos Etários | Distribuição da População por Grupos Etários | Distribuição da População por Grupos Etários | Distribuição da População por Grupos Etários | Distribuição da População por Grupos Etários |
| -------------------------------------------- | -------------------------------------------- | -------------------------------------------- | -------------------------------------------- | -------------------------------------------- | -------------------------------------------- |
| Antes da agregação                           |                                              |                                              |                                              |                                              |                                              |
| Ano                                          | 0-14 anos                                    | 15-24 anos                                   | 25-64 anos                                   | >= 65 anos                                   | Total                                        |
| 2001                                         | 31                                           | 48                                           | 157                                          | 76                                           | 312                                          |
| 2011                                         | 29                                           | 19                                           | 123                                          | 70                                           | 241                                          |
| Após a agregação                             |                                              |                                              |                                              |                                              |                                              |
| Ano                                          | 0-14 anos                                    | 15-24 anos                                   | 25-64 anos                                   | >= 65 anos                                   | Total                                        |
| 2021                                         | 25                                           | 17                                           | 89                                           | 83                                           | 214                                          |